# تشيت آدامز
تشيت آدامز (بالإنجليزية: Chet Adams)‏ هو لاعب كرة قدم أمريكية أمريكي، ولد في 24 أكتوبر 1915 في كليفلاند في الولايات المتحدة، وتوفي بنفس المكان في 27 أكتوبر 1990.

## وصلات خارجية
- تشيت آدامز على موقع مرجع كرة القدم المحترفة.كوم (الإنجليزية)